# Vihtasaari (ö i Norra Karelen, Pielisen Karjala, lat 63,58, long 29,13)
Vihtasaari är en ö i Finland. Den ligger i sjön Pielisjärvi och i kommunen Nurmes i den ekonomiska regionen  Pielinen-Karelen  och landskapet Norra Karelen, i den centrala delen av landet, 400 km nordost om huvudstaden Helsingfors. Öns area är 4,3 hektar och dess största längd är 260 meter i nord-sydlig riktning.